# Until the End
| Críticas profissionais | Críticas profissionais |
| Avaliações da crítica  | Avaliações da crítica  |
| Fonte                  | Avaliação              |
| ---------------------- | ---------------------- |
| allmusic               | link                   |

Until the End é o terceiro álbum de estúdio da banda de nu metal canadense Kittie, lançado em 2004.

## Faixas
1. "Look So Pretty" — 5:29
2. "Career Suicide" — 3:55
3. "Until the End" — 4:13
4. "Red Flag" — 3:48
5. "Pussy Sugar" — 4:16
6. "In Dreams" — 3:15
7. "Into the Darkness" — 3:38
8. "Burning Bridges" — 3:07
9. "Loveless" — 2:08
10. "Daughters Down" — 3:40
11. "Into the Darkness" (Vocal Remix) — 3:45

## Desempenho nas paradas musicais
| Parada musical (2004)                   | Posição |
| --------------------------------------- | ------- |
| Estados Unidos - Top Independent Albums | 4       |
| Estados Unidos - Billboard 200          | 105     |